# Pałac w Maniowie Małym
Pałac w Maniowie Małym – zabytkowy pałac we wsi Maniów Mały.

## Historia
Pałac z połowy XVIII w., pierwotnie barokowy, później przebudowany na klasycystyczny, obecnie w stanie ruiny. Zabytek jest częścią zespołu pałacowego, w skład którego wchodzi jeszcze park.